# Igor Anatoljewitsch Stelnow
Igor Anatoljewitsch Stelnow (russisch Игорь Анатольевич Стельнов; * 12. März 1963 in Moskau, Russische SFSR; † 24. März 2009 in Moskau, Russland) war ein russischer Eishockeyspieler und -trainer.

## Karriere
Während seiner Karriere spielte der Verteidiger bei HK ZSKA Moskau. Erst nach dem Zerfall der Sowjetunion wechselte er jeweils für eine Saison nach Schweden und nach Italien. Insgesamt erzielte er 20 Tore in 409 Spielen in der sowjetischen Liga. Früh wurde er in das Team der sowjetischen Eishockeynationalmannschaft berufen. Am 21. August 1981 stand er in einem Spiel gegen die Tschechoslowakei zum ersten Mal für die Sbornaja auf dem Eis. Seine internationale Karriere wurde mit den Goldmedaillen bei den Olympischen Winterspielen 1984 und 1988 gekrönt. Für die Nationalmannschaft erzielte er 13 Tore in 153 Länderspielen. Am 5. April 1990 bestritt er sein letztes Länderspiel. 1984 wurde er in die „Russische Hockey Hall of Fame“ aufgenommen.
Zuletzt betreute er als Assistenztrainer den russischen Erstligisten HK MWD Balaschicha, ehe er nach schwerer Krankheit am 24. März 2009 im Alter von 46 Jahren verstarb.
Sein Grabmal befindet sich auf dem Chowanskoje-Friedhof.